# BB 25150
,,,
Les BB 25150 sont une série de locomotives électriques de la SNCF. Elles furent conçues et fabriquées par le groupement de constructeurs MTE - Francorail - Alsthom entre 1967 et 1977.
Elle est de par sa disposition des essieux une Bo'Bo' (d'où son appellation de BB) et possède l'écartement standard français de  1 435 mm.
D'un point de vue technique, cette machine possède une alimentation bi-courant 1 500 V continu et 25 000 V alternatif, ce qui fait son utilité, notamment dans les parcours de montagne où le courant change fréquemment en fonction des différentes lignes. Sa puissance est plus faible sous courant continu (1,5 kV) avec 3 400 kW que sous monophasé (25 kV) avec 4 130 kW, le tout développé par 4 moteurs TO 136-8 1050 V à ventilation forcée.
Les dernières en circulation étaient rattachées au dépôt dépôt de Chambéry et circulaient sur des lignes de montagne comme celles pour Saint-Gervais et Évian.
Depuis juin 2009 ces machines appartiennent au dépôt de Venissieux et sont utilisées comme machines de remonte par les CRML de Lyon.
Depuis décembre 2011, ces machines ne faisaient plus partie du matériel moteur SNCF jusqu'au 8 février 2012, où la BB 25188 a été remise en service.

## Dépôts titulaires
| Motrices | Mise en service                                       | Radiation                        | Livrée    | Dépôts     | Baptême (Date)           |
| -------- | ----------------------------------------------------- | -------------------------------- | --------- | ---------- | ------------------------ |
| 25151    | 3 septembre 1967                                      | 7 juin 2006                      | Béton     | Rennes     | /                        |
| 25152    | 16 septembre 1967                                     | 29 avril 2006                    | Fret      | Rennes     | /                        |
| 25153    | 1er octobre 1967                                      | 31 août 2006                     | Béton     | Rennes     | /                        |
| 25154    | 16 octobre 1967                                       | 23 juillet 2003                  | Béton     | Thionville | /                        |
| 25155    | 30 octobre 1967                                       | 30 décembre 2005                 | Béton     | Thionville | /                        |
| 25156    | 22 novembre 1967                                      | 30 décembre 2004                 | Béton     | Thionville | /                        |
| 25157    | 9 décembre 1967                                       | 9 mai 2006                       | Béton     | Rennes     | /                        |
| 25158    | 30 décembre 1967                                      | 10 juin 2006                     | Béton     | Rennes     | /                        |
| 25159    | 19 janvier 1968                                       | 30 décembre 2006                 | Béton     | Thionville | /                        |
| 25160    | 10 février 1968                                       | 27 octobre 2005                  | Béton     | Rennes     | /                        |
| 25161    | 23 février 1968                                       | 1er mai 2004                     | Béton     | Thionville | /                        |
| 25162    | 9 mars 1968                                           | 15 septembre 2007                | Béton     | Rennes     | /                        |
| 25163    | 28 mars 1968                                          | 30 décembre 2004                 | Béton     | Thionville | /                        |
| 25164    | 11 avril 1968                                         | 4 mai 2007                       | Béton     | Rennes     | /                        |
| 25165    | 26 avril 1968                                         | 30 juin 2006                     | Béton     | Rennes     | /                        |
| 25166    | 12 mai 1968                                           | 1er mai 2004                     | Béton     | Thionville | /                        |
| 25167    | 28 juin 1968                                          | 4 novembre 2002                  | Béton     | Thionville | /                        |
| 25168    | 27 juillet 1968                                       | 30 décembre 2004                 | Béton     | Thionville | /                        |
| 25169    | 4 août 1968                                           | 29 novembre 2005                 | Béton     | Rennes     | /                        |
| 25170    | 29 juin 1969                                          | 11 juin 2007                     | Béton     | Rennes     | /                        |
| 25171    | 21 janvier 1974                                       | 30 décembre 2005                 | Béton     | Chambéry   | /                        |
| 25172    | 12 février 1974                                       | 27 novembre 2007                 | Béton     | Chambéry   | /                        |
| 25173    | 9 mars 1974                                           | 10 octobre 2005                  | Béton     | Chambéry   | /                        |
| 25174    | 25 mars 1974                                          | 31 janvier 2005                  | Béton     | Thionville | /                        |
| 25175    | 19 avril 1974                                         | 30 novembre 2006                 | Béton     | Chambéry   | Le Creusot (7 juin 1974) |
| 25176    | 4 mai 1976                                            | 8 septembre 2009                 | Fret      | Chambéry   | /                        |
| 25177    | 27 juillet 1976                                       | 1er juin 2006                    | En Voyage | Chambéry   | /                        |
| 25178    | 28 juillet 1976                                       | 2 novembre 2005                  | Fret      | Thionville | /                        |
| 25179    | 31 juillet 1976                                       | 11 février 2011                  | Fret      | Vénissieux | /                        |
| 25180    | 12 octobre 1976                                       | Devenue 25258 (29 octobre 2006)  | Fret      | Chambéry   | /                        |
| 25181    | 12 octobre 1976                                       | 12 avril 2007                    | Béton     | Rennes     | /                        |
| 25182    | 2 novembre 1976                                       | 13 juillet 2010                  | Fret      | Vénissieux | /                        |
| 25183    | 29 novembre 1976                                      | Devenue 25259 (13 avril 2007)    | Fret      | Chambéry   | /                        |
| 25184    | 20 décembre 1976                                      | Devenue 25254 (31 octobre 2003)  | Béton     | Chambéry   | /                        |
| 25185    | 5 janvier 1977                                        | 30 décembre 2005                 | Béton     | Thionville | /                        |
| 25186    | 10 janvier 1977                                       | 7 septembre 2009                 | Béton     | Vénissieux | /                        |
| 25187    | 1er septembre 1977                                    | 30 décembre 2004                 | Béton     | Thionville | /                        |
| 25188    | 16 février 1977 - Remise en service le 8 février 2012 | 16 décembre 2013                 | Béton     | Vénissieux | /                        |
| 25189    | 8 mars 1977                                           | 15 mai 2007                      | Béton     | Chambéry   | /                        |
| 25190    | 28 mars 1977                                          | 2 février 2009                   | Béton     | Chambéry   | /                        |
| 25191    | 14 avril 1977                                         | 12 juillet 2007                  | Béton     | Chambéry   | /                        |
| 25192    | 13 juillet 1977                                       | 13 décembre 2009                 | Béton     | Vénissieux | /                        |
| 25193    | 1er août 1977                                         | 6 mai 2011                       | Béton     | Vénissieux | /                        |
| 25194    | 8 octobre 1977                                        | Devenue 25255 (18 décembre 2003) | Béton     | Chambéry   | /                        |
| 25195    | 2 novembre 1977                                       | Devenue 25256 (4 mars 2004)      | Béton     | Chambéry   | /                        |

## Préservation

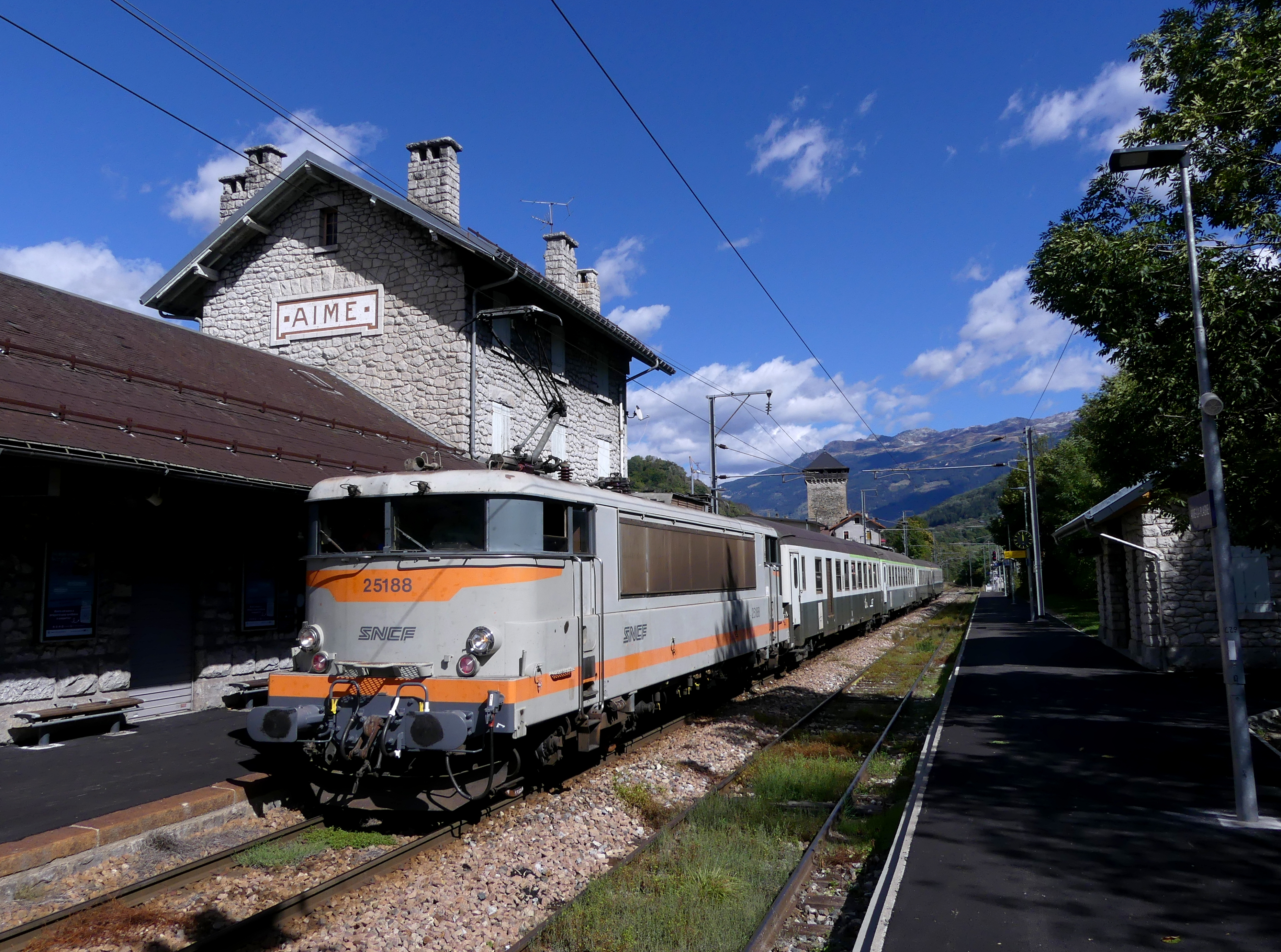
BB 25188 de l'APMFS en tête d'un train spécial en Tarentaise en 2022.

- BB 25188 : Association pour la Préservation du Matériel Ferroviaire Savoyard (APMFS), à Chambery
- BB 25173 : Uniquement le pupitre de conduite : Mini Rail Nantais

## Cinéma
- BB 25177 : elle fut utilisée au cinéma dans le film L'Effrontée

## Reconversions
- Les BB 25162, 25164, 25170, 25176, 25181 et 25186 ont été vendues en Roumanie à GFR.
- Les BB 25180, 25183, 25184, 194 et 195 ont été renumérotées en BB 25200.

## Modélisme
- Cette locomotive a été reproduite en HO par les firmes Jouef (BB 25110 à partir de 1973 en livrée verte d'origine), Atmofer et Roco en livrée verte (origine), béton et fret.